# Giovanni Battista Breda
Giovanni Battista Breda (ur. 21 lipca 1931 w San Colombano al Lambro, zm. 13 lipca 1992 w Mediolanie) – włoski szpadzista, wicemistrz olimpijski. 
Na igrzyskach olimpijskich w Rzymie w 1960 roku indywidualnie zajął 8. miejsce. Na rozgrywanych cztery lata później igrzyskach olimpijskich w Tokio Włosi w składzie: Giuseppe Delfino, Alberto Pellegrino, Gianluigi Saccaro, Gianfranco Paolucci i Giovanni Battista Breda zdobyli drużynowo srebrny medal. Indywidualnie nie startował. Brał też udział w igrzyskach olimpijskich w Meksyku w 1968 zajmując 6. miejsce w drużynie.
Nie zdobył medalu mistrzostw świata.

## Osiągnięcia
Konkurencja: szpada
Igrzyska olimpijskie
- drużynowo (1968)